# Puntarenas Fútbol Club

El Puntarenas Fútbol Club es un club de fútbol costarricense, con sede en la ciudad de Puntarenas. Fue fundado en el 2004, por dos empresarios de la zona porteña: Eduardo Li y Adrián Castro. Fue subcampeón nacional en los torneos del 2005-2006 y en el torneo de Invierno 2009. Fue campeón de la Copa Interclubes de la Uncaf. Su sede es el Estadio Lito Pérez. Actualmente juega en la Primera División de Costa Rica.

## Historia
El Puntarenas FC es el cuarto equipo que tiene la provincia del Pacífico en la Primera División, anteriormente los puntarenenses fueron representados por el Municipal Puntarenas, la Selección de Osa y el antiguo Club Sport Buenos Aires. Es el segundo equipo que ha representado al cantón central en el Campeonato Nacional de la Primera División, junto con el Municipal Puntarenas.
En los primeros meses del 2004 y después de dos años de estar al frente del Municipal Puntarenas en la Segunda División de Costa Rica, los empresarios Eduardo Li y toman la decisión de comprar la franquicia de la Asociación Deportiva Santa Bárbara y de esta forma surge un equipo con estrella para alumbrar el fútbol nacional y dar alegarías a la provincia de Puntarenas.
El debut chuchequero en primera división se efectuó el domingo 22 de agosto de 2004 ante Belén FC en el Estadio Lito Pérez de Puntarenas, los naranjas triunfaron con un marcador final de 2 a 1, con anotaciones de Allan Oviedo y Alejandro Alfaro.
En esa 1.ª temporada, los señores Carlos De Toro, Fernando Sosa, Orlando de León y al final de temporada Luis Fernández Texeira estuvieron en el banquillo y se ocupó el 10.º lugar de la tabla general (de 12 equipos).
En la temporada 2005-06 el equipo obtuvo su primer subcampeonato nacional, y además la Copa Interclubes de la Uncaf al vencer al Olimpia de Honduras con marcadores de 3-2 en casa y 0-1 (3 a 1 en penales) el 28 de noviembre de 2006.
Luego de obtener el cetro de Campeón de Centroamérica, el Puntarenas Fútbol Club logró ganarse un campo en la Copa de Campeones de la Concacaf 2007, donde tuvo que medirse ante el campeón de la MLS de Estados Unidos, el equipo del Houston Dynamo.
El primer encuentro en Costa Rica sería a favor de los porteños 1×0. En el juego de vuelta el Houston Dynamo le daría vuelta al marcador 2×0 (2×1 en el global). Con ese resultado terminaría la participación del Puntarenas Fútbol Club en este torneo.
El lunes 16 de febrero de 2009 muere de forma trágica el presidente chuchequero Adrián Castro y asume en forma interina el Lic. Víctor Herrera.
Ya para el Torneo de Invierno 2009, asume la Presidencia la señora Alejandra Ordóñez y bajo su mandato vuelven los logros al equipo chuchequero.
El Estadio Lito Pérez, casa de los chuchequeros inauguró la mejor iluminación de Centroamérica el miércoles 9 de diciembre de 2009 en el juego de ida cuartos de final del campeonato de Invierno 2009, juego que se ganó 2×1 contra el Club Sport Cartaginés en el juego de vuelta se empató en el último minuto, de esta forma pasó a la semifinal contra el Club Sport Herediano.
En el juego de ida de la semifinal ante Herediano en la “Olla Mágica” se logró remontar un marcador de 0×1 y al final un 3×1 que permitió una importante ventaja en la serie. En el juego de vuelta, el Puerto perdió el juego 2×1 pero el marcador global de 4×3 le permitió llegar a la final ante Brujas FC.
En esa final el equipo porteño en los dos juegos fue muy superior en la cancha pero en casa el miércoles 23 de diciembre no pudo anotar y el lunes 28 de diciembre en casa de Brujas FC aunque anotó primero vino en el segundo tiempo el empate y al llegar a los lanzamientos del punto de penal fue más certero el Brujas FC y el equipo chuchequero sumó su segundo subcampeonato en su corta historia en el fútbol nacional en esta ocasión dirigidos por el técnico colombiano Carlos Restrepo.
Para la temporada de verano 2010 y dirigidos por el uruguayo Jorge González, el equipo porteño por segunda temporada consecutiva logra pasar a cuartos de final pero se queda en el camino en su serie ante Liga Deportiva Alajuelense.
Para el campeonato 2011 el equipo empezó desde 0 renovando su planilla en un 80 %, de esta manera logrando el quinto lugar de la tabla general, quedando fuera de la siguiente ronda solamente por un punto.

### Descenso
El Puntarenas FC sufrió su primer descenso en la temporada 2013-2014, luego de quedar en el último lugar de la Tabla General con 42 puntos. El PFC disputó el último partido en Primera División ante Limón FC en el cual igualaron 1 x 1, el equipo caribeño también estaba comprometido con el descenso, pero tenía tres puntos más que Puntarenas.

### Ascenso y retorno a la Primera División
En la Temporada 2021-2022 el conjunto de Puntarenas F.C, logra campeonizar por segunda vez en la Liga de Ascenso, tras conquistar tanto los Torneos de Apertura 2021 como el Clausura 2022, logrando el ascenso y su retorno a la máxima categoría.
En diciembre de 2021 logró el cetro de Apertura tras derrotar en la final al cuadro de AD Barrio México en el global con un 2 a 0, tras empatar la ida en el Estadio Lito Pérez por 0 a 0 y ganar la vuelta en el Estadio Jorge Hernán "Cuty" Monge con un 2 por 0.
En el Torneo de Clausura 2022. Tras una excelente campaña, llegó a la Final del Clausura donde también terminaría ganando el certamen con un global de 3 a 0 ante el conjunto de la A.D. Carmelita, ganando la ida en el Estadio Lito Pérez 1 por 0 y la vuelta en el Estadio Rafael Bolaños por 2 a 0.
Con esto se coronó monarca de Ascenso y vuelve a la Primera División tras su descenso en 2014.

## Jugadores

### Transferencias 2025
| Altas              | Altas         | Altas                | Altas           | Altas |
| Jugador            | Posición      | Procedencia          | Tipo            |       |
| ------------------ | ------------- | -------------------- | --------------- | ----- |
| Adonis Pineda      | Portero       | Sporting F.C.        | Libre           |       |
| Ignacio Gómez      | Defensor      | Municipal Liberia    | Libre           |       |
| Carlos Monge       | Mediocampista | Jicaral Sercoba      | Fin de préstamo |       |
| Daniel Colindres   | Delantero     | Municipal Liberia    | Libre           |       |
| José Pablo Córdoba | Delantero     | A.D.Guanacasteca     | Libre           |       |
| Nelson Andrade     | Delantero     | Deportivo Malacateco | Libre           |       |

### Bajas
| Bajas             | Bajas         | Bajas                  | Bajas           | Bajas |
| Jugador           | Posición      | Destino                | Tipo            |       |
| ----------------- | ------------- | ---------------------- | --------------- | ----- |
| Leonel Moreira    | Portero       | Sporting F.C.          | Fin de contrato |       |
| Jairo Monge       | Portero       | Bandera de ?           | Fin de contrato |       |
| Dariel Castrillo  | Defensa       | Club Sport Cartaginés  | Fin de contrato |       |
| John Paul Ruiz    | Defensa       | L.D. Alajuelense       | Fin de préstamo |       |
| Diego Madrigal    | Mediocampista | Bandera de ?           | Fin de contrato |       |
| Stewart Urbina    | Mediocampista | Bandera de ?           | Fin de contrato |       |
| Jefferson Jiménez | Mediocampista | Bandera de ?           | Fin de contrato |       |
| Anthony Hernández | Delantero     | L.D. Alajuelense       | Fin de préstamo |       |
| Alexis Cundumí    | Delantero     | Sporting Football Club | Fin de préstamo |       |

### Jugadores con más goles anotados en Primera División
| Número | Jugador       | Goles |
| ------ | ------------- | ----- |
| 1      | Daniel Quirós | 65    |
| 2      | Kurt Bernard  | 40    |
| 3      | Mario Camacho | 30    |
| 4      | Roberto Wong  | 24    |
| 5      | Mario Víquez  | 22    |

## Presidentes
- Adrián Castro (2004-†2009)
- Víctor Herrera (2009) (interino)
- Alejandra Ordóñez (2009-2021)
- Héctor Trejos (2021-2023)
- Silvia Bolaños (2023-2024)
- Héctor Trejos (2024-presente)

## Palmarés

### Títulos nacionales
| Competición nacional                 | Títulos | Subcampeonatos         |
| ------------------------------------ | ------- | ---------------------- |
| Primera División de Costa Rica (0/2) |         | 2005-06, Invierno 2009 |
| Copa de Costa Rica (0/1)             |         | 2024-25                |
| Segunda División de Costa Rica (1/1) | 2021-22 | 2014-15                |

### Títulos internacionales
| Competiciones internacionales    | Títulos | Subcampeonatos |
| -------------------------------- | ------- | -------------- |
| Copa Interclubes de la Uncaf (1) | 2006    |                |